# Dollarstrilogie
De Dollarstrilogie is een aanduiding voor drie spaghettiwesterns van de Italiaanse regisseur Sergio Leone. 
1. Per un pugno di dollari (A Fistful of Dollars)
2. Per qualche dollaro in più (For a Few Dollars More)
3. Il buono, il brutto, il cattivo (The Good, The Bad & The Ugly)

De films zijn oorspronkelijk niet als trilogie bedoeld. Ze werden in de Verenigde Staten door United Artists uitgebracht als 'The Man with No Name Trilogy', waarbij het idee was dat Clint Eastwood in elke film dezelfde persoon speelt.
De films delen onder meer de volgende eigenschappen:
- Ze werden opgenomen in Spanje en Italië
- De hoofdrollen worden vertolkt door Clint Eastwood, die in alle drie de films een soortgelijk personage speelt, Gian Maria Volonté (de eerste twee) en Lee Van Cleef (de laatste twee)
- De muziek is van Ennio Morricone
- veel geweld, weinig dialogen
- veel close-ups van de ogen
- veel wide shots